# Lasse Boesen
Lasse Motzkus Boesen, född 18 september 1979 i Vamdrup, är en dansk tidigare handbollsspelare (vänsternia).

## Klubbar
- KIF Kolding (1997–2003)
- Portland San Antonio (2003–2006)
- KIF Kolding (2006–2007)
- TBV Lemgo (2007–2008)
- SG Flensburg-Handewitt (2008–2011)
- KIF Kolding (2011–2012)
- KIF Kolding Köpenhamn (2012–2015)